# Austin (Nova Iguaçu)
Austin é um distrito/URG no município de Nova Iguaçu, no Estado do Rio de Janeiro, cuja sede é o bairro homônimo.

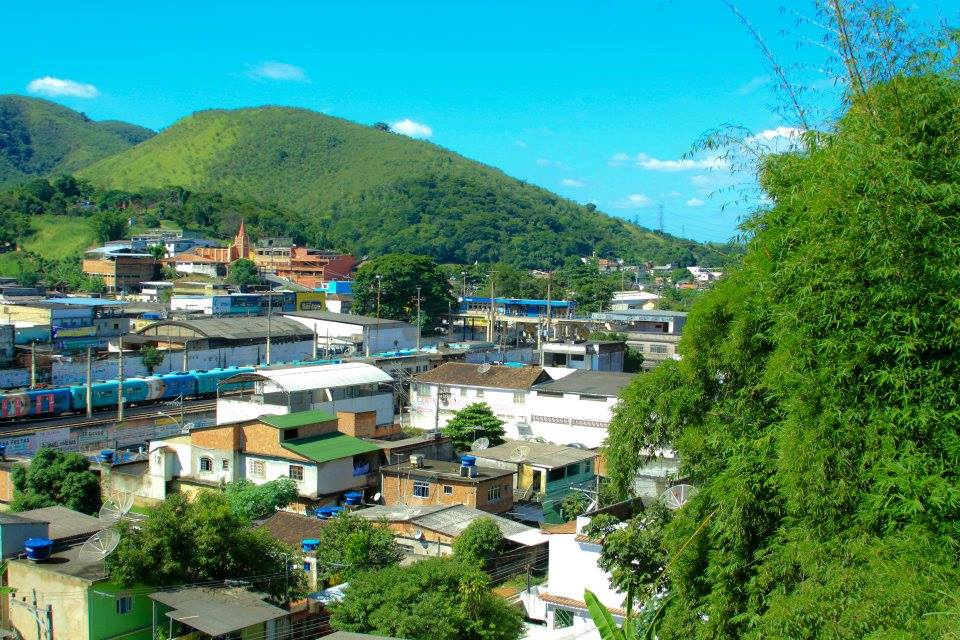
Vista de Austin.

## História
Se situa próximo à divisa do município de Nova Iguaçu com o município de Queimados. Pertence ao Setor Integrado de Planejamento do Noroeste, sendo a sede da única unidade regional de governo deste setor. Além de Austin, esta unidade é composta pelos sub-bairros Riachão, Mariléia, Inconfidência, Cacuia, Rodilândia, Vila Guimarães, Três Fontes, entre outros.
Possui, junto com sua área regional, uma população de aproximadamente 25.659 habitantes, sendo 12.333 homens e 13.326 mulheres, de acordo com o Censo do IBGE de 2010, em uma área de 33,835 km². Além de uma estação de trem do Ramal de Japeri da Supervia e um comércio de médio porte.

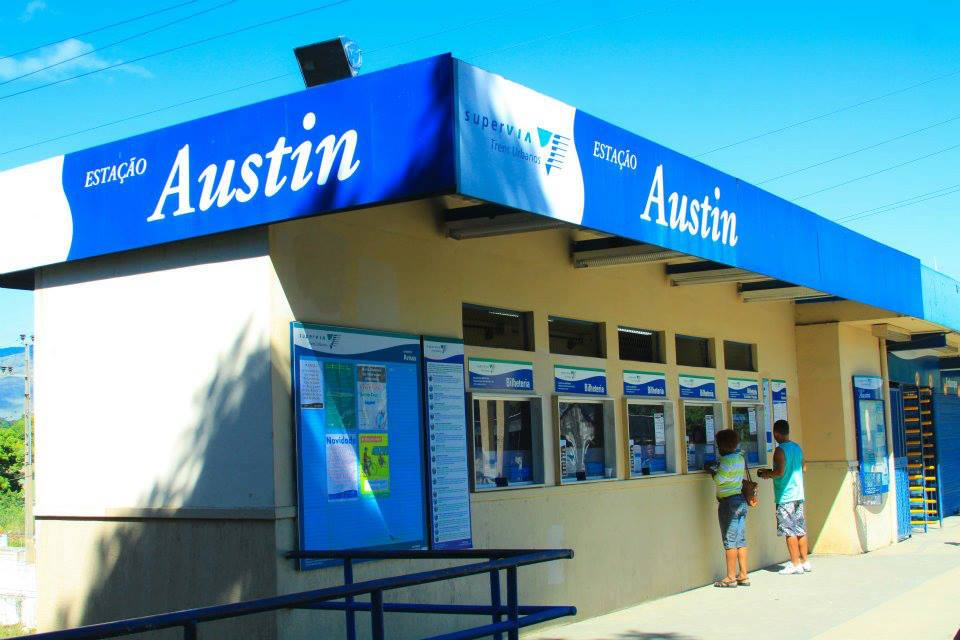
Estação de Austin ao dia.

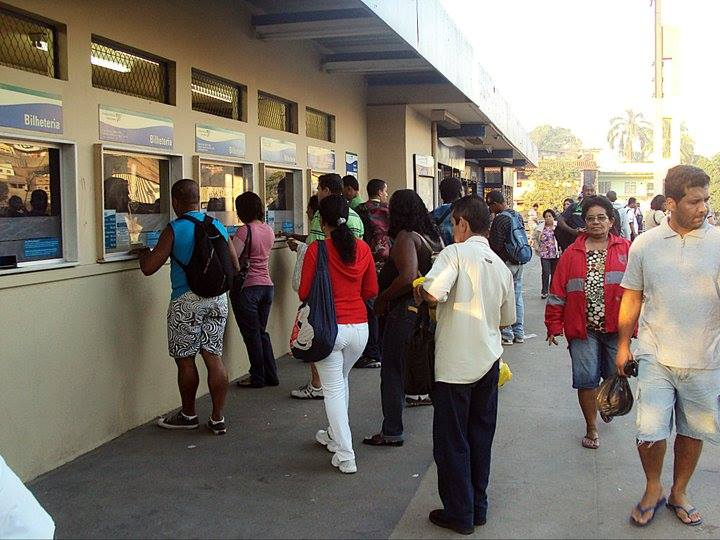
Bilheteria da Estação de Austin.

No passado era uma fazenda de plantação de laranja. Em 1896, quando foi construída a estação ferroviária do local, esta recebeu o nome de Austin, em homenagem ao engenheiro que projetou o primeiro trecho da Estrada de Ferro Central do Brasil, Charles Ernest Austin.
Conta com 2 bancos, 5 supermercados, UPA, farmácias, muitas escolas municipais, estaduais e particulares, petshops entre outros.
As viações Mirante, Linave, Tinguá, Nilopolitana, Vila Rica e a SuperVia fazem o transporte da população Austiense.
Com sua receptividade natural, abriga regionalismo de diversas partes do Brasil. As festas juninas, festa de São Sebastião e cultos ao ar livre de igrejas protestantes são o ponto forte.
Também podemos destacar a praça de Austin, pizzaria, galeteria, petisqueiras, lanchonetes e sítios com pesque pague como área de lazer. 

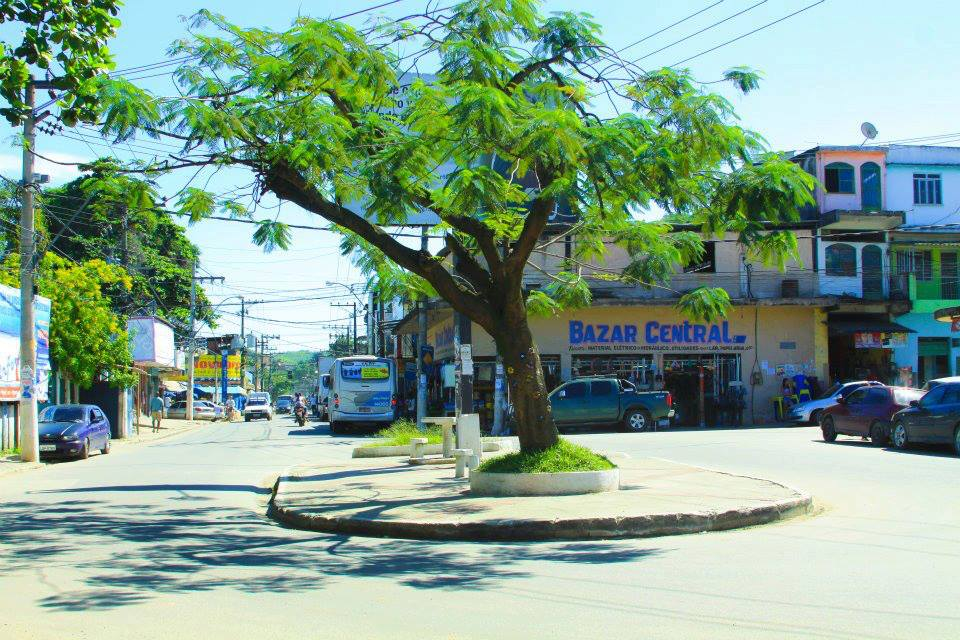
Praça de Austin.

Em 30 de agosto de 2007 foi palco de um dos maiores desastres de trens da história do Rio de Janeiro, quando uma composição com centenas de pessoas se chocou a outra vazia próximo à estação de Austin, deixando oito mortos e mais de cem feridos.
Também possui uma agremiação esportiva que disputa a 2º divisão do Estado do Rio de Janeiro, intitulada Artsul Futebol Clube, que tambem possui uma Escolinha de Futebol Oficial Coordenada pelo Sr Luiz Antônio Amorim Peixoto ,  além de uma escola de samba, a Tupi de Austin que disputa o 2º grupo do carnaval iguaçuano.
Mesmo tendo um comércio de médio porte e uma população bem elevada, considerando-se os padrões de um bairro da baixada, Austin após mais de uma década sem contar com agências bancárias (a última foi do HSBC), conta agora com uma pequena agência do Bradesco, ao lado da  Clínica da Família, e uma agência do Santander, no centro do bairro.  
O local veio crescendo ao longo do tempo em número de habitantes que saíram de todos os cantos do estado e também de outros cantos do país, porém seu desenvolvimento comercial e o de transporte exigem melhorias.

## Sub-bairros
Austin é composto por 94 sub-bairros, são eles: Centro, Riachão, Inconfidência, Carlos Sampaio, Tinguazinho, Cacuia, Rodilândia, Vila Leonora, Vila Guimarães, Jardim Lia-Léa, Parque Maraú, Mariléia, Parque das Torres, Nossa Senhora do Rosário, Jardim Petrolina, Vila Zenith, Vila Maricá, Jardim Excelsior (Inconfidência), Vila Avante, Parque São Tiago(Cacuia), São Lázaro(Cacuia),  Bairro do 7(Cacuia), Km 43 ou Manuel Resende (Rodilândia), São Joaquim (Rodilândia), Royal (Rodilândia), Linda Vista (Rodilândia), Vila Maringá,Jardim Olívia, Parque da Biquinha, Vila Josefina, Lago dos Peixes, Fonte Nova(Rodilândia), Vista Alegre (Rodilândia), Eurico Miranda, Jardim Roma(Riachão), Arruda Negreiros (Riachão), Jardim Lobato (Carlos Sampaio), Três Fontes (Vila Guimarães), Santa Cecília (Austin/Carlos Sampaio/Vila Guimarães),Praça do Batuta (Austin) e entre outros.

## Transporte
A Estrada de Ferro Central do Brasil, através do Ramal de Japeri (operado pela Supervia), corta a região de Austin, onde possui uma estação ferroviária e faz a ligação da população à capital fluminense.
Os trens suburbanos do ramal, partem de Austin em direção ao Centro do Rio de Janeiro no sentido norte e à cidade de Japeri no sentido sul.
Atualmente há integração com o Metrô do Rio de Janeiro (MetrôRio) através das linha de ônibus "Austin (Via Light) x Pavuna (Integração Metrô)" e "Austin (Via BNH) x Pavuna (Integração Metrô)", os números das linhas são respectivamente: 562, 562I. As linhas são operadas pela Viação Vila Rica.
Há ainda linhas de ônibus entre os sub-bairros de Austin, a maioria realiza a ligação entre sub-bairros distantes com a região Central de Austin (onde a Estação de Trem Metropolitano da SuperVia se localiza), são eles:
1. Austin x Carlos Sampaio
2. Austin x Nossa Senhora do Rosário (Via Santa Cecília)
3. Austin x Nossa Senhora do Rosário (Via Eurico Miranda)
4. Austin x Queimados (Intermunicipal que corta sub-bairros de Austin e ainda faz a conexão entre Queimados e Austin)
5. Austin x Rodilândia
6. Austin x Riachão
7. Três Fontes x Pavuna (Via Praça do Batuta) 580l
8. Três Fontes x Pavuna (Via BNH) 562l
9. Três Fontes x Nova Iguaçu (Via Austin) -112
10. Praça do batuta x Nova Iguaçu (Via Austin) - 111

Além de contar com vans (Transporte alternativo) que faz quase o mesmo trajeto do ônibus.

## Locais de recreação
Austin possuí 5 locais de recreação públicos, são praças/parques destinado ao uso da população, são elas:
1. Praça XXI de Abril (Praça 21 de Abril)
2. Praça do Semedo
3. Praça do Batuta
4. Praça de Austin
5. Praça do Jardim Olívia (Fluminense)